# ヨハン・ラーツ
ヨハン・ラーツ（Johan Laats、1967年1月10日 - ）は、ベルギーのアントウェルペン出身の柔道選手。現役時代は78kg級の選手。身長178cm。兄はオリンピックの65kg級で2度5位になったフィリップ・ラーツ。

## 人物
1988年のソウルオリンピックでは65kg級の兄とともに兄弟で出場するが、初戦で敗れた。
1991年の世界選手権では決勝でドイツのダニエル・ラスカウと対戦して、先に隅返で技ありを取るも払腰で技ありを取り返されると、さらに崩袈裟固と小内刈で有効を追加されて逆転負けで2位となった。
翌年のバルセロナオリンピックでは準決勝で吉田秀彦に内股で敗れると、3位決定戦でも敗れて65kg級の兄とともに5位にとどまり、メダルを獲得できなかった。
1993年の世界選手権でも準決勝で吉田に警告で敗れるなどして5位に終わった。1996年のアトランタオリンピックでは三度兄弟出場を果たすも、2回戦で敗れた。
なお、兄とともに脚を掴まない肩車(ないしは横落)である｢ラーツ・ドロップ｣の先駆的な使い手として知られている。

## 主な戦績
- 1987年 - ヨーロッパジュニア　2位
- 1988年 - チェコ国際　3位
- 1988年 - オーストリア国際　2位
- 1989年 - ハンガリー国際　3位
- 1989年 - イギリス国際　2位
- 1989年 - オーストリア国際　優勝
- 1990年 - ベルギー国際　優勝
- 1990年 - オーストリア国際　2位
- 1991年 - フランス国際　2位
- 1991年 - ヨーロッパ選手権　2位
- 1991年 - 世界選手権　2位
- 1992年 - バルセロナオリンピック　5位
- 1992年 - 嘉納杯　3位
- 1993年 - ベルギー国際　優勝
- 1993年 - チェコ国際　優勝
- 1993年 - ヨーロッパ選手権　3位
- 1993年 - 世界選手権　5位
- 1994年 - ポーランド国際　優勝
- 1994年 - ヨーロッパ選手権　2位
- 1994年 - グッドウィル・ゲームズ　3位
- 1995年 - ヨーロッパ選手権　3位
- 1996年 - チェコ国際　優勝
- 1997年 - ヨーロッパ選手権　優勝